# 齐哈日格图站
齐哈日格图站是一个集二铁路上的铁路车站，位于内蒙古自治区锡林郭勒盟苏尼特右旗齐哈日格图苏木，建于1954年，目前为四等站，邮政编码为012506。目前客运：办理旅客乘降；行李、包裹托运；货运：办理整车货物发到；不办理罐装危险货物发到。